# 交叉呈遞
交叉呈遞（Cross-presentation）是一些抗原呈遞細胞具有能將外源型抗原使用MHC Ⅰ類分子呈遞至CD8+ T細胞（細胞毒性T細胞，CTL）的能力。交叉呈遞可以造成交叉致敏（Cross-priming），激活初始細胞毒性CD8+ T細胞。交叉呈遞對於免疫系統抵抗不侵染抗原呈遞細胞（APC）或能削弱树突状细胞（DC）的大部分腫瘤和病毒來說至關重要。此外，交叉呈遞對於使用蛋白質抗原的疫苗（比如腫瘤疫苗）接種來說也是必要的，因爲交叉呈遞可以誘導細胞免疫。